# 基泰霍羅德卡

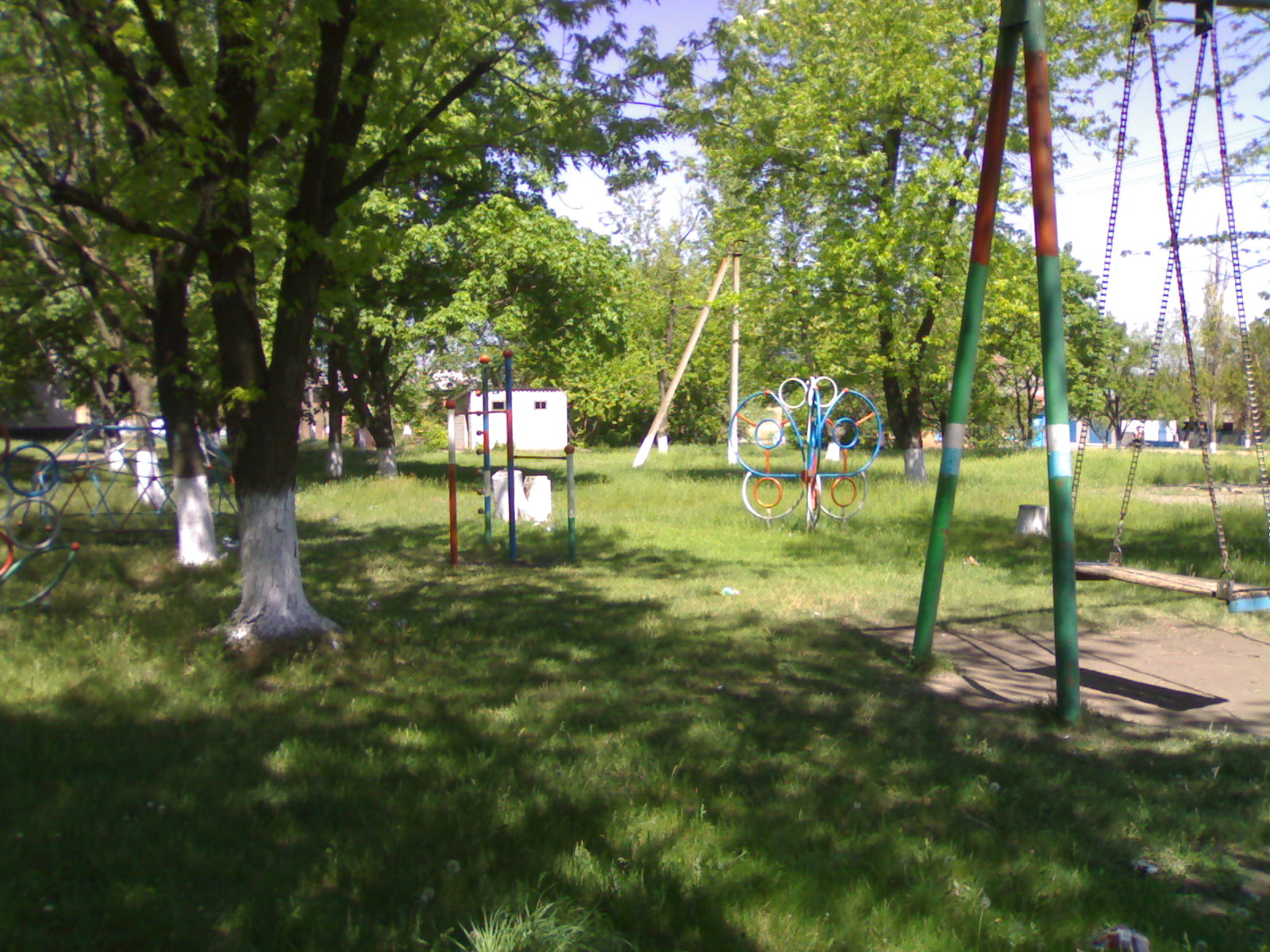

47°54′30″N 34°35′3″E / 47.90833°N 34.58417°E
基泰霍羅德卡（羅馬化：Kytaihorodka），是烏克蘭中部的村莊，隸屬第聶伯羅彼得羅夫斯克州的尼科波爾區。該村距離澤列尼克林4公里，面積1.58平方公里，海拔高度129米，2001年人口612。